# Lesley Turner Bowrey

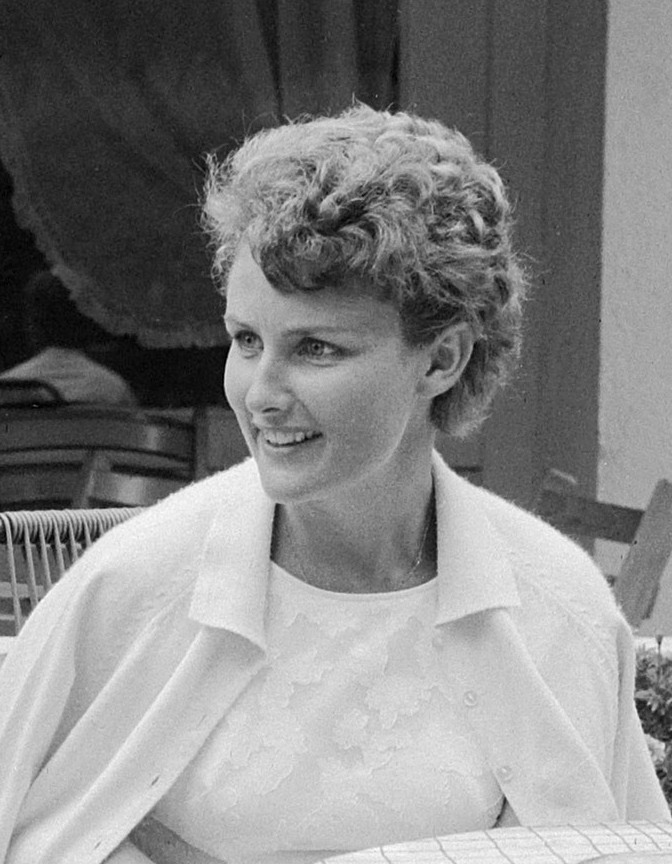
Lesley Turner Bowrey 1964.

Lesley Turner Bowrey, född 16 augusti 1942 i Sydney, är en australisk högerhänt tennisspelare som nådde störst framgångar som dubbelspelare.

## Tenniskarriären
Lesley Turner Bowrey var under 1960-talet en av de främsta kvinnliga australiska tennisspelarna, men hon kom under hela sin karriär att stå i skuggan av landsmaninnan Margaret Smith Court. Turner Bowrey var framförallt framgångsrik som dubbelspelare och vann i dessa discipliner 16 internationella titlar inkluderande 7 Grand Slam (GS)-titlar i dubbel och 4 i mixed dubbel. Hon var också en skicklig singelspelare och vann 2 GS-titlar i singel. Hon vann dessutom singeltiteln i Italienska mästerskapen i Rom 2 gånger (1967 och 1968), liksom dubbel och mixed dubbel-titlarna i den turneringen vid sammanlagt 5 tillfällen.
Turner Bowrey vann singeltiteln i Franska mästerskapen i Paris på grusunderlag 2 gånger. År 1963 vann hon sin första titel efter finalseger över den brittiska spelaren Ann Haydon Jones (2-6, 6-3, 7-5). År 1965 mötte hon i finalen Margaret Smith Court som hon besegrade med siffrorna 6-3, 6-4.
Dubbeltitlarna i GS-turneringarna vann Turner Bowrey tillsammans med landsmaninnan Judith Tegart Dalton (Australiska mästerskapen, 1964 och 1967),  Margaret Smith Court (Australiska mästerskapen, 1965, Franska mästerskapen, 1964, 1965, Wimbledon, 1964) och amerikanskan Darlene Hard (Amerikanska mästerskapen, 1961). Sina mixed dubbel-titlar vann hon tillsammans med landsmännen Fred Stolle och Owen Davidson, den sistnämnde i Australiska mästerskapen 1967.
Lesley Bowrey deltog i det australiska Fed Cup-laget 1963-65 och 1967. Hon deltog därmed tillsammans med Smith Court i det lag som 1964 och 1965 tog hem cupen. Båda gångerna mötte laget ett lag från USA. Hon besegrade i finalerna då de amerikanska spelarna Nancy Richey och Carole Caldwell Graebner. Hon spelade totalt 19 matcher i laget, av vilka hon vann 13. Fem av dessa matcher var i dubbel tillsammans med Margaret Smith Court.

## Spelaren och personen
Lesley Turner gifte sig 1968 med det årets manlige mästare i Australiska mästerskapen, Bill Bowrey. Hon spelade flera mixed dubbel-matcher tillsammans med honom.
Turner har varit kapten för det australiska Fed Cup-laget. Hon upptogs 1997 i the International Tennis Hall of Fame. 

## Grand Slam-titlar
- Australiska mästerskapen
  - Dubbel - 1964, 1965, 1967
  - Mixed dubbel - 1962, 1967
- Franska mästerskapen
  - Singel - 1963, 1965
  - Dubbel - 1964, 1965
- Wimbledonmästerskapen
  - Dubbel - 1964
  - Mixed dubbel - 1961, 1964
- Amerikanska mästerskapen
  - Dubbel - 1961